# Thomas Harrison (cầu thủ bóng đá)
Thomas Harrison (tháng 4 năm 1867 – 1942) là một cầu thủ bóng đá người Anh thi đấu ở Football League cho Aston Villa.
Thomas Harrison có lần ra sân duy nhất ở giải vô địch mùa giải 1888-1889, mùa giải Football league đầu tiên. Ông thi đấu ở cánh trái cho Villa tại Trent Bridge, sau đó là sân nhà của Notts County. Ngày đó là 8 tháng 12 năm 1888 và Villa giành chiến thắng 4-2.